# Побег из Шоушенка
«Побе́г из Шоуше́нка» (англ. The Shawshank Redemption — «Искупление Шоушенком») — американский драматический фильм 1994 года режиссёра и сценариста Фрэнка Дарабонта, основанный на повести Стивена Кинга «Рита Хейуорт и спасение из Шоушенка» из сборника «Четыре сезона». Он рассказывает историю банкира Энди Дюфрейна (Тим Роббинс), который приговорён к пожизненному заключению в государственной тюрьме Шоушенка за убийство своей жены и её любовника, несмотря на его заявления о невиновности. В течение следующих двух десятилетий он дружит с другим заключённым, контрабандистом Эллисом «Редом» Реддингом (Морган Фриман), и играет важную роль в операции по отмыванию денег, возглавляемой начальником тюрьмы Сэмюэлем Нортоном (Боб Гантон). Уильям Сэдлер, Клэнси Браун, Гил Беллоуз и Джеймс Уитмор появляются во второстепенных ролях.
Дарабонт приобрёл права на экранизацию в 1987 году, но разработка началась только спустя пять лет, когда он написал сценарий в течение восьми недель. Через две недели после отправки своего сценария в компанию Castle Rock Entertainment Дарабонт получил бюджет в размере 25 миллионов долларов на производство фильма, которое началось в январе 1993 года. В то время как действие фильма происходит в штате Мэн, съёмки проходили с июня по август 1993 года почти полностью в Мансфилде, штат Огайо, а мэнсфилдская тюрьма служила одноимённым пенитенциарным учреждением. Проект привлёк многих звёзд того времени за роль Энди, включая Тома Хэнкса, Тома Круза и Кевина Костнера. Музыку к фильму написал Томас Ньюман.
Фильм получил признание от критиков, особенно за свой сюжет и выступления Роббинса и Фримена, но провалился в прокате, заработав всего 16 миллионов долларов во время первоначального показа. Были упомянуты многие причины его неудачи, в том числе конкуренция со стороны таких фильмов, как «Криминальное чтиво» и «Форрест Гамп», общая непопулярность тюремных фильмов, отсутствие женских персонажей и даже название, которое считалось запутанным для зрителей. Он получил несколько номинаций, в том числе семь номинаций на премию «Оскар» и повторный прокат, который в сочетании с международными показами увеличил кассовые сборы до 73,3 миллиона долларов.
Были отправлены более 320 000 проданных копий VHS по всей территории США, и благодаря номинациям на премию и молве он стал одним из лучших видеорелизов 1995 года. Права на показ были приобретены после покупки Castle Rock компанией Turner Broadcasting System, и фильм регулярно появлялся в сети TNT, начиная с 1997 года, ещё больше увеличивая его популярность. Спустя десятилетия после его выхода, фильм всё ещё транслировался и был популярен в нескольких странах, при этом зрители и знаменитости ссылались на него как на источник вдохновения или назвали его фаворитом в различных опросах, что привело к его признанию одним из самых «любимых» фильмов, когда-либо снятых. В 2015 году фильм был выбран для сохранения в Национальном реестре фильмов США.

## Сюжет
1947 год. В суде штата Мэн (США) слушается дело вице-президента крупного банка Энди Дюфрейна, обвиняемого в убийстве жены и её любовника. Дюфрейн не признаёт своей вины, но не может вспомнить, что делал в ночь убийства, так как был пьян. Незадолго до убийства Дюфрейн устроил скандал, уличив жену в измене, но на просьбу жены о разводе ответил отказом. В тот же вечер жена ушла на встречу с любовником. Дюфрейн сильно напился в баре и отправился к дому, в который поехала его жена, но там никого не оказалось. Он решил дождаться парочку на месте; с собой у него был револьвер. Через какое-то время он протрезвел, выбросил оружие в реку и уехал домой. Утром служанка нашла в этом доме тела его супруги и её любовника; обе жертвы были застрелены из пистолета. Револьвер, который Дюфрейн выбросил в реку, найти не удалось (если бы он был найден, можно было бы определить, что любовники были застрелены не из него); другие косвенные улики также указывают на виновность обвиняемого.
Суд признал Дюфрейна виновным в предумышленном убийстве двоих человек и приговорил его к двум пожизненным заключениям. Так бывший вице-президент банка попал в Шоушенк — одну из самых мрачных тюрем Новой Англии, где начальник тюрьмы Сэмюэл Нортон объясняет Дюфрейну, что верит в дисциплину и Библию. Первой же ночью начальник охраны Байрон Хедли жестоко избил прибывшего с Энди заключённого, после чего тот скончался в лазарете. Энди определяют на работу в тюремную прачечную. Через два месяца после прибытия в тюрьму он знакомится с Эллисом Бойдом Реддингом по прозвищу «Ред», человеком который «может достать что угодно» — Ред организует доставку разных вещей в тюрьму. Дюфрейн просит Реда доставить геологический молоток, чтобы обрабатывать камни. Шайка «Сестёр» проявляет сексуальный интерес к Энди, и, несмотря на его сопротивление, периодически избивает его.
В 1949 году в ходе ремонта крыши Энди подслушивает как Хедли жалуется, что налоговое управление заберёт изрядную часть денег, полученных им в наследство от умершего брата. Энди предлагает Хедли оформить дарственную на жену, чтобы избежать налога, а взамен просит угостить его товарищей холодным пивом. Начальник тюрьмы переводит Энди на работу в библиотеку, помощником старика Брукса Хэтлена. К Энди обращаются и другие охранники. Хедли избивает главаря «Сестёр»  Богза Даймонда и те оставляют Дюфрейна в покое. Вскоре Энди заполняет налоговые декларации всех тюремщиков, к нему обращаются охранники из других тюрем. Нортон привлекает Энди к своим финансовым махинациям. Тот создаёт фиктивную личность некоего Ренделла Стивенса и зачисляет отмытые деньги Нортона на счета, открытые на это имя. Он замечает, что, находясь на свободе, был честным человеком, и стал преступником, только попав в тюрьму.
Параллельно Энди каждый месяц пишет в сенат штата просьбы о финансовой помощи для тюремной библиотеки, ему приходят отказы, но он продложает писать. Спустя 6 лет сенат выделил ему деньги и книги («только не пишите нам больше, пожалуйста»), тогда же он впервые оказывается в тюремном карцере: когда надзиратель оставляет его одного, Энди запирается в кабинете и по громкой связи транслирует на всю тюрьму дуэттино из оперы Моцарта Свадьба Фигаро «Sull’aria…Che soave zeffiretto» на одной из грампластинок. Ещё через четыре года Энди добивается ежегодного финансирования, тюремная библиотека становится лучшей в штате. Нортон рассказывает прессе о своих достижениях и о программе «Внутри и снаружи» по привлечению заключённых для работ за стенами тюрьмы.
Брукс, который к этому моменту провёл в Шоушенке 50 лет жизни, получает досрочное освобождение. Он решает зарезать заключённого Хейвуда, объясняя, что это «единственный способ остаться в тюрьме», но Энди удаётся его вразумить. Ред рассказывает, что Брукс «сросся» с тюрьмой и превратился в «тюремного человека», для которого не существует мира за пределами тюремных стен. В тюрьме Брукс уважаемый человек, имеющий большой вес, а на воле — всего лишь больной и никому не нужный старик. Власти штата дают Бруксу жильё в виде номера небольшой гостиницы и устраивают его на работу упаковщиком в магазине. С каждым днём ему становится всё тяжелее. Однажды он, не выдержав, кончает жизнь самоубийством, повесившись в номере, предварительно вырезав ножом на деревянной балке под потолком надпись: «Здесь был Брукс». Энди называет тюремную библиотеку именем Брукса.
Нортон, используя практически дармовую силу заключённых, с помощью Энди проворачивает множество махинаций, на счету Рэндалла Стивенса уже лежит большая сумма. Нортон показывает прессе, насколько образцово проходит воспитательный процесс в тюрьме.
Дюфрейн занимается с молодым Томми Уильямсом, осуждённым на небольшой срок, готовя его к сдаче экзамена на школьный аттестат. Узнав об истории Энди, Томми вспоминает, что отбывая срок в другой тюрьме, он слышал от сокамерника, психопата Элмо Блатча, историю, как тот застрелил владельца гольф-клуба и его любовницу, а за это убийство посадили её мужа-банкира. Энди понимает, что речь идёт об убийстве его жены и её любовника, за которое он провёл почти 20 лет в тюрьме. Однако Нортон категорически отказывается помочь Энди и за неподчинение отправляет его на два месяца в карцер. Тем временем Томми ночью выводят за стены тюрьмы, и убедившись, что он готов дать показания о том, что слышал в другой тюрьме, расстреливают его, выдавая убийство заключенного за пресечение попытки побега.
Нортон угрожает Энди, что сожжёт библиотеку и посадит его вместе с геями. Энди соглашается продолжать сотрудничать с Нортоном. Энди рассказывает Реду, как выйдя из тюрьмы, откроет отель в мексиканском городе Сиуатанехо, на берегу Тихого океана ("у океана нет памяти") и что Ред будет ему там полезен, как «человек, который умеет доставать что угодно», но старый зэк считает, что уже стал таким же «тюремным человеком», каким был Брукс. Энди рассказывает Реду о городе Бакстон, возле которого есть очень памятное для Энди место. Дюфрейн детально описывает Реду, как его найти, и берёт с него обещание найти шкатулку, закопанную там же под деревом. Ред рассказывает о разговоре с Энди товарищам по заключению. Один из них вспоминает, что недавно Дюфрейн выпросил у него верёвку. Друзья опасаются, что Энди решил покончить с собой.
На следующее утро Энди не выходит на поверку. Нортон обнаруживает, что Энди своим геологическим молотком проковырял в стене ход.  Ещё в 1947 году, вырезая своё имя, он обнаружил, что бетон непрочный. Энди повесил на стену плакат (сначала актрисы Риты Хейворт, а затем Мэрилин Монро и Ракель Уэлч), труху и камни он незаметно высыпал во дворе. Энди пролез по тоннелю в помещение, куда сходятся канализационные трубы всего жилого блока, и одновременно с раскатами грома пробивает камнем коллекторную трубу, по которой проползает за территорию тюрьмы, неся с собой украденный из кабинета директора тюрьмы водонепроницаемый пакет с его костюмом, начищенными туфлями и документами на имя Рэндалла Стивенса. Выбравшись из трубы в реку и помывшись в реке, он надевает костюм и туфли, и утром посещает несколько банков, куда ранее перечислял деньги Нортона, и где теперь закрывает счета, открытые на имя Рэндалла Стивенса, получив в общей сложности около 370 000 долларов, а также направляет письмо с доказательствами преступлений Сэмюэла Нортона в редакцию газеты. Нортон находит вместо своей записной книжки Библию Дюфрейна с вырезом для молотка, начинающейся на книге Исхода, и надписью на форзаце: «Вы были правы. Она несёт спасение». Полиция прибывает в тюрьму, чтобы арестовать Хедли и Нортона. Хедли арестован. Но Нортон, чтобы не сдаться полиции, пускает себе пулю в голову.
Ред получает пустую открытку со штемпелем города Форт-Хэнкок, который находится на границе с Мексикой и понимает, что Энди пересёк американо-мексиканскую границу. Год спустя, в 1967 году, очередная комиссия по досрочному освобождению одобряет освобождение Реда и тот, спустя 40 лет тюрьмы, выходит на волю. Он селится в том же гостиничном номере, где жил Брукс, и работает в том же магазине упаковщиком. Он также думает о самоубийстве, но решает выполнить обещание, данное Энди. Он приезжает в назначенное место и находит шкатулку, где лежат деньги и письмо от Энди, в котором тот приглашает его отправиться в Мексику.
На балке рядом с надписью «Здесь был Брукс» Ред вырезает надпись «Ред тоже был», после чего уезжает в Мексику, нарушив условия досрочного освобождения, рассчитывая на то, что вряд ли кто-то будет его разыскивать. На берегу океана Эллис Реддинг видит чинящего старую лодку Энди Дюфрейна — друга, который смог спастись от каждодневного гнёта бытия «тюремного человека» и совершить истинный побег из тюрьмы.

## В ролях
| Актёр             | Роль                                  |
| ----------------- | ------------------------------------- |
| Тим Роббинс       | Энди Дюфрейн                          |
| Морган Фримен     | Эллис Бойд «Ред» Реддинг              |
| Боб Гантон        | начальник тюрьмы Сэмюэл Нортон        |
| Уильям Сэдлер     | Хейвуд                                |
| Клэнси Браун      | капитан Байрон Хедли начальник охраны |
| Гил Беллоуз       | Томми Уильямс                         |
| Марк Ролстон      | Богз Даймонд                          |
| Джеймс Уитмор     | Брукс Хэтлен                          |
| Джеффри Деманн    | прокурор в 1946 году                  |
| Ларри Бранденбург | заключенный Скит                      |
| Нил Гвинтоли      | заключенный Джиггер                   |
| Брайан Либби      | заключенный Флойд                     |
| Дэвид Провэл      | заключенный Снуз                      |
| Джозеф Раньо      | заключенный Эрни                      |
| Фрэнк Медрано     | толстый заключенный, избитый Хедли    |

| Актёр           | Роль                   |
| --------------- | ---------------------- |
| Джуд Чикколелла | охранник Мёрт          |
| Пол МакКрейн    | охранник Траут         |
| Нед Беллами     | охранник Янгблад       |
| Брайан Дилейт   | охранник Декинс        |
| Дон МакМанус    | охранник Уайли         |
| Дион Андерсон   | охранник Хэйд          |
| Корнелл Уоллес  | заключенный Леонард    |
| Алан Р. Кесслер | заключенный Боб        |
| Мак Майлз       | заключенный Тайлер     |
| Рени Блейн      | жена Энди              |
| Скотт Манн      | Гленн Квентин любовник |
| Билл Болендер   | Элмо Блатч             |
| Кен Меджи       | подрядчик Нед Граймс   |
| Джеймс Кисики   | менеджер банка         |
| Клер Слеммер    | кассир банка           |

## Производство

### Сценарий

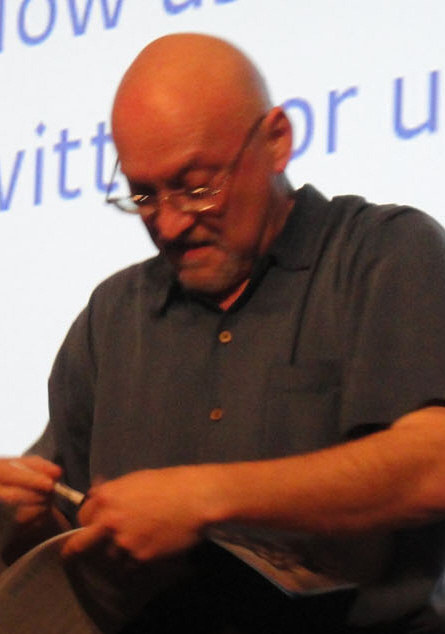
Фрэнк Дарабонт

Первое сотрудничество Фрэнка Дарабонта и Стивена Кинга состоялось в 1983 году, когда режиссёр приобрёл права на экранизацию произведения «Женщина в палате» благодаря программе Dollar Baby, в рамках которой писатель за 1$ предоставляет свои авторские права начинающим кинематографистам. В 1987 году Дарабонт купил у Кинга права на 96-страничную повесть «Рита Хейуорт и спасение из Шоушенка» за $5,000. Кинг не понимал, как можно экранизировать книгу, в которой рассказывается о воспоминаниях Рэда про сокамерника Энди. Но для Дарабонта это было совершенно очевидно.
Через пять лет Дарабонт написал сценарий за восемь недель. Он подробно остановился на некоторых моментах исходного материала. Например, в повести второстепенный персонаж Брукс умирает в доме престарелых, но в фильме он кончает жизнь самоубийством. В качестве источников вдохновения Дарабонт назвал работы Фрэнка Капры («Мистер Смит едет в Вашингтон» и «Эта прекрасная жизнь»), описав их как небылицы. Режиссёр сравнивал «Побег из Шоушенка» с небылицей, а не с фильмом про тюрьму:9. Кинг не обналичивал чек на $5,000. Позже писатель вложил его в рамку и вернул обратно Дарабонту с надписью: «На случай, если когда-нибудь понадобятся деньги под залог. С любовью, Стив».
На тот момент фильмы про тюрьму не были успешны в коммерческом плане. Дарабонт прислал сценарий продюсеру Castle Rock Entertainment Лиз Глоцер. Она была поклонницей историй про тюрьмы и грозилась уволиться, если Castle Rock не запустит «Побег из Шоушенка» в производство. Также сценарий понравился продюсеру и одному из основателей Castle Rock Робу Райнеру. Он предложил Дарабонту 3 миллиона долларов, чтобы тот согласился уступить Райнеру кресло режиссёра. Но вместо этого Райнер решил выступить в качестве «наставника» для Дарабонта. В марте 1992 года руководство Castle Rock прочитало сценарий к фильму и утвердило бюджет в размере 25 миллионов долларов, а пре-продакшн начался в январе 1993 года:14.

### Съёмки

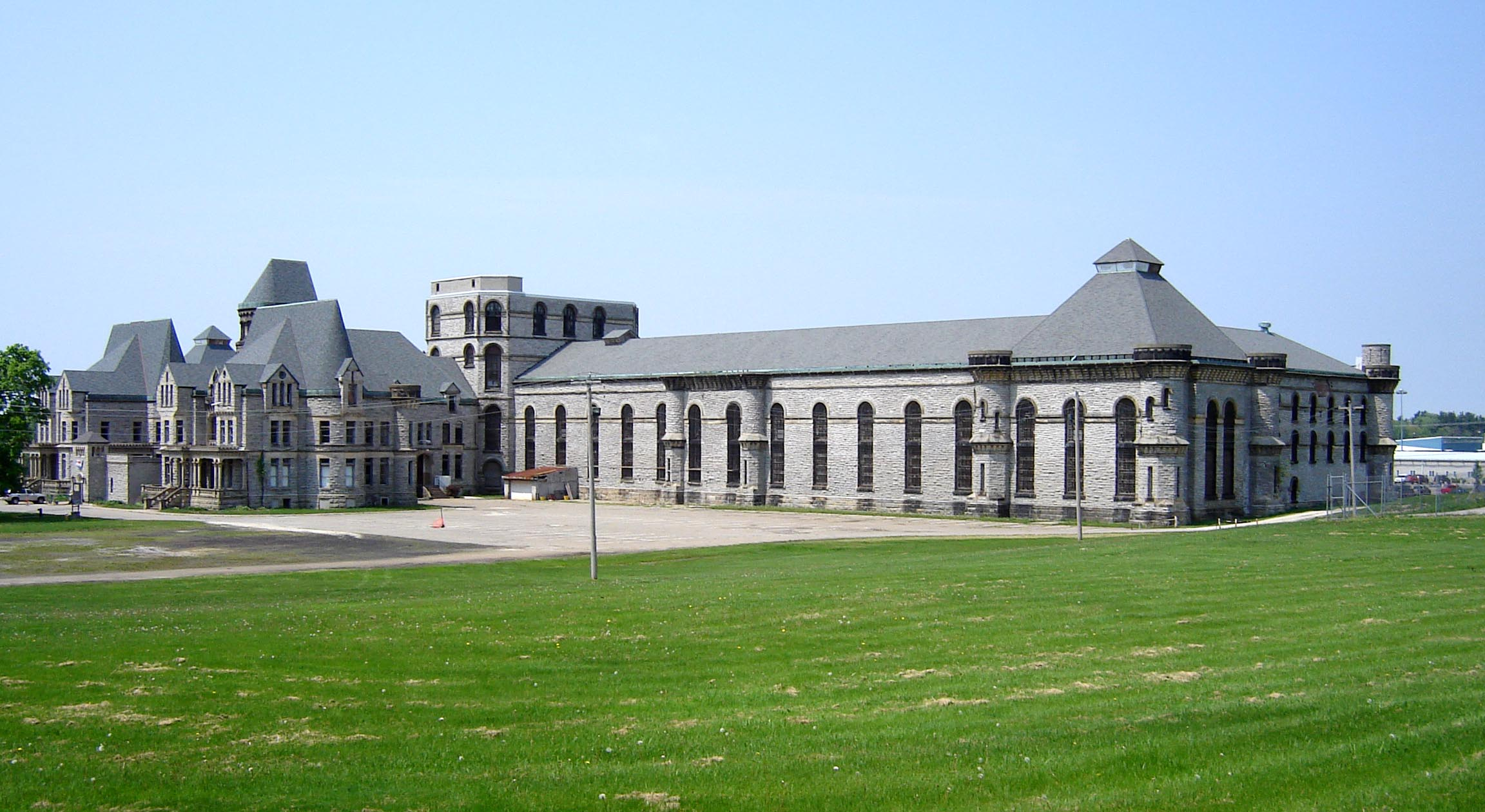
Мэнсфилдская тюрьма выступила в роли вымышленной тюрьмы Шоушенк

Производство картины велось на протяжении трёх месяцев, с июня по август 1993 года. Съёмочная группа работала по 15—18 часов в сутки, шесть дней в неделю. Морган Фримен признавался, что съёмочный процесс был напряжённым: «Большую часть времени напряженность была между актёрами и режиссёром. Помню, у меня был неприятный момент с режиссёром, причём таких моментов было несколько». Дарабонту требовалось отснять несколько дублей, которые, по мнению Фримана, не имели заметных различий. Например, сцена первого знакомства Энди с Редом снималась в течение девяти часов, на протяжении которых Фриман играл в бейсбольный мяч с другим заключённым. На следующий день актёр пришёл на съёмки с перевязанной рукой. Дарабонт считал, что съёмки научили его многому: «У режиссёров должен быть внутренний барометр, чтобы измерять потребности каждого актёра».

### Музыка
Саундтрек к фильму написал Томас Ньюман. По его мнению, даже без музыки фильм вызывал крепкие эмоции. Композиция «Shawshank Redemption», игравшая во время побега Энди из Шоушенка, изначально имела мотив из трёх нот. Дарабонт считал композицию очень триумфальной и предложил мотив с одной нотой. Одним из любимых треков Ньюмана стал «So Was Red», который играл после освобождения Реда из тюрьмы. Изначально Ньюман написал композицию специально для гобоя, но в итоге он неохотно решил добавить губную гармошку. По словам Дарабонта, губной гармонист Томми Морган случайно сыграл что-то совершенно идеальное с первого раза. Саундтрек Ньюмана был настолько успешным, что его треки долгие годы использовались в трейлерах к фильмам.

## Приём
«Побег из Шоушенка» получил в целом положительные отзывы. Роджер Эберт поставил фильму 4 звезды из 4, сказав, что "это глубже, чем большинство фильмов; о преемственности в жизни, основанной на дружбе и надежде.". Джин Сискел сказал: "это просто чудесное развлечение, которое вдыхает жизнь в жанр, который, как я думал, уже десять лет как мертв, — фильм о тюрьме.". Картину сравнивали с такой классикой фильмов о тюрьме, как «Любитель птиц из Алькатраса» и «Пролетая над гнездом кукушки». Питер Трэверс хвалил игру главных актёров, сказав: "они показывают мучительную борьбу, в которой нуждается любой человек, попавший в ловушку, просто для того, чтобы сохранить надежду.". Множество критиков хвалило операторскую работу Роджера Дикинса. The Hollywood Reporter назвал её «зловещей» и «хорошо продуманной». Хвалили и саундтрек Томаса Ньюмана: «В лучшие моменты она освещается сияющими текстурами и бодрыми грациозными нотами, хорошо символизирующими центральную тему фильма» - из обзора Леонарда Клэди из Variety.
В феврале 2022 года Bangor Daily News Стивен Кинг заявил, что не хотел бы увидеть новые ремейки «Зелёной мили» и «Побега из Шоушенка».

## Награды и номинации
Картина получила семь номинаций на премию «Оскар» в 1995 году: «Лучший фильм» (Ники Марвин), «Лучшая мужская роль» (Фримен), «Лучший адаптированный сценарий» (Дарабонт), «Лучшая операторская работа» (Роджер Дикинс), «Лучший монтаж» (Ричард Фрэнсис-Брюс), «Лучший звук» (Роберт Дж. Литт, Эллиот Тайсон, Майкл Хербик и Уилли Д. Бертон) и «Лучшая музыка к фильму» (Томас Ньюман). В итоге фильм не выиграл ни в одной номинации. На «Золотом глобусе» фильм был номинирован в категориях «Лучшая мужская роль» (Фримен) и «Лучший сценарий» (Дарабонт).
Роббинс и Фримен были номинированы на премию Гильдии киноактёров США в категории «Лучшая мужская роль» в 1995 году. В 1994 году Дарабонт получил номинацию на премию Гильдии режиссёров Америки как лучший режиссёр художественного фильма и премию Гильдии сценаристов США за лучший адаптированный сценарий. Дикинс удостоился премии Американского общества кинооператоров за лучшую операторскую работу, а продюсер Ники Марвин была номинирована на премию Гильдии продюсеров США.